# Новопелагеевка
Новопелагеевка (укр. Новопелагіївка) — село на Украине, находится в Шахтёрском районе Донецкой области. Под контролем самопровозглашённой Донецкой Народной Республики.

## География

#### Соседние населённые пункты по странам света
С: Золотарёвка, Медвежье, Дубовка
СВ: Водобуд
В: Николаевка, город Зугрэс
СЗ: Молочарка, Гусельское, город Харцызск
З: Новониколаевка
ЮЗ: Садовое
ЮВ: Широкое, Шахтное, Троицко-Харцызск
Ю: Войково

## Население
Население по переписи 2001 года составляло 280 человек.

## Общие сведения
Код КОАТУУ — 1425283404. Почтовый индекс — 86252. Телефонный код — 6255.

## Адрес местного совета
86252, Донецкая область, Шахтёрский р-н, с.Золотарёвка, ул.Ломоносова, 2